# El enverdecimiento del planeta Tierra
El enverdecimiento del planeta Tierra es un video de media hora de duración que sostiene que el aumento de los niveles de CO2 será beneficioso para la agricultura y que las políticas que pretenden reducir el CO2  Por tanto están mal orientadas.
El video argumenta que el aumento de los niveles de CO2  estimulan directamente el crecimiento de las plantas y, como resultado de sus propiedades de calentamiento, hacen que aumenten las temperaturas invernales, estimulando así indirectamente el crecimiento de las plantas otra vez varias veces al año. Fue producido en 1991 y lanzado al año siguiente. En 1998 se lanzó una secuela, titulada "The Greening of Planet Earth Continues". El video fue narrado por Sherwood Idso. Después de que se hizo el video, un grupo de la industria del carbón lo distribuyó a miles de periodistas. El video se hizo muy popular en la Casa Blanca de George H. W. Bush y en otros lugares de Washington, donde se promocionó antes de la Cumbre de la Tierra de 1992, y, según algunos informes, se hizo especialmente popular entre el entonces jefe de personal John H. Sununu.

## Financiación
La financiación para el video fue proporcionada por la Western Fuels Association, que pagó 250.000 dólares para producirlo. Fue producido por la Greening Earth Society, que fue creada por la Western Fuels Association y con la que la Asociación compartió una dirección comercial.